# Nueva Córdoba

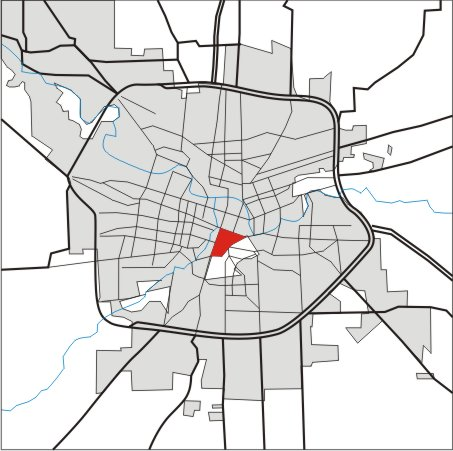
Lage von Nueva Córdoba im Stadtgebiet Córdoba

Nueva Córdoba ist ein Stadtviertel der argentinischen Stadt Córdoba. Es liegt südlich des Zentrums (Centro) und ist mit 29.412 Einwohnern (2001) eines der bevölkerungsreichsten der über 400 Viertel der Stadt. 
Nueva Córdoba hat eine Fläche von 123,37 ha bzw. 1,23 km2. Die Grenzen des Viertels sind der Boulevard San Juan und der Boulevard Illía im Norden, die Avenida Lugones und die Avenida Hipólito Yrigoyen im Osten, die es zum eigenständigen Parque Sarmiento hin abgrenzen, sowie im Süden die Straße Richardson und im Westen die Avenida Vélez Sársfield, an der das traditionelle Viertel Barrio Güemes beginnt.

## Bevölkerung
Nueva Córdoba hat mit 238,41 Einwohnern pro Hektar (23.841 pro km2) die höchste Bevölkerungsdichte Córdobas und übertrifft dabei noch das Zentrum. Viele der Bewohner sind Studierende, die an der direkt südlich ans Stadtviertel angrenzenden Universidad Nacional de Córdoba und der im selben Campus stehenden Universidad Tecnológica Nacional studieren. Die Altersgruppen zwischen 15 und 24 (13.347 Einwohner) sowie zwischen 25 und 44 (8.455) machen den überwiegenden Teil der Bewohner aus.

## Geschichte
Das Stadtviertel wurde zwischen 1886 und 1888 von Carlos Thays am Reißbrett gemeinsam mit dem Parque Sarmiento geplant, seine Vorbilder waren die zentralen Viertel von Paris, insbesondere ließ sich Thays von den von Georges-Eugène Haussmann geplanten Boulevards der französischen Hauptstadt inspirieren. 1887 wurde als Hauptboulevard die Avenida Argentina (heute Hipólito Yrigoyen) eröffnet. Das Viertel entwickelte sich bald zum Wohnviertel für die Oberschicht Córdobas. 1892 wurde mit dem Bau des Frauengefängnisses Buen Pastor begonnen, das 1901 fertiggestellt wurde. 1929 wurde eine der größten Kirchen der Stadt, die Iglesia Sagrado Corazón, im neogotischen Stil vom Kapuzinerorden gebaut.
In der zweiten Hälfte des 20. Jahrhunderts änderte sich das Bild des Viertels radikal. Moderne Mietshochhäuser, deren Zielgruppe vor allem die Studenten der Universität Córdoba waren, verdrängten die alten Wohnhäuser. Um wenigstens einen Teil davon zu bewahren, wurden einige unter Denkmalschutz gestellt. 2007 wurde das Frauengefängnis in das Kulturzentrum Paseo del Buen Pastor umgebaut, das sich schnell zum urbanen Mittelpunkt des Viertels entwickelte.

## Wirtschaft
In Nueva Córdoba befinden sich zahlreiche mittelständische Unternehmen des Dienstleistungsbereichs sowie ein Software-Entwicklungszentrum von Motorola. Weiterhin gibt es zahlreiche Gastronomiebetriebe, Bars und Diskotheken, insbesondere in der Straße Rondeau sowie der Avenida Pueyrredón. Auch der Einzelhandel ist dort vertreten.
Das Lebensniveau der Bevölkerung ist vergleichsweise hoch; so hatten 92,27 % der Haushalte im Jahr 2006 einen Telefonanschluss und 50,03 % einen PC, beide Werte liegen deutlich über dem städtischen Durchschnitt.